# Acide taurocholique
L'acide taurocholique est un acide biliaire se présentant sous la forme d'un solide hygroscopique jaunâtre cristallisé. Il résulte de la conjugaison de l'acide cholique avec la taurine, ces deux composés étant libérés par hydrolyse. Il intervient dans l'émulsion des graisses. Il est utilisé en médecine comme cholagogue et cholérétique. 
L'acide taurocholique dérive métaboliquement du cholestérol ; il est produit industriellement à partir de la bile du bétail, comme sous-produit de boucherie.
Il fait partie des acides biliaires indispensables à la réabsorption des lipides dans l'intestin grêle.[réf. nécessaire]